# Pachnoda demoulini
Pachnoda demoulini är en skalbaggsart som beskrevs av Rigout 1978. Pachnoda demoulini ingår i släktet Pachnoda och familjen Cetoniidae. Inga underarter finns listade i Catalogue of Life.